# Peter van Merksteijn senior

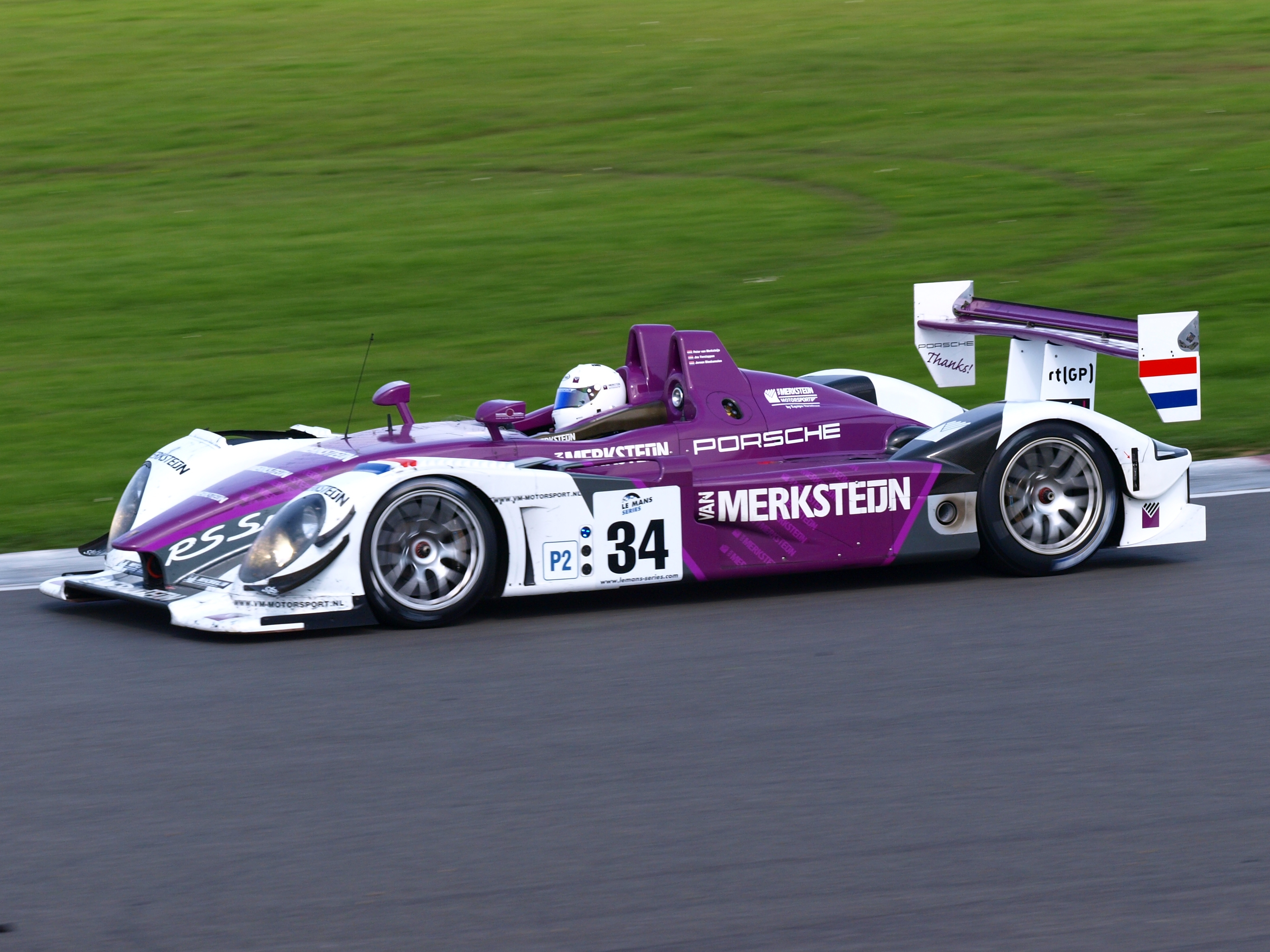
Van Merksteijn Porsche RS Spyder beim 1000-km-Rennen von Silverstone 2008

Peter Lambertus van Merksteijn senior (* 10. Juni 1956 in Hengelo) ist ein ehemaliger niederländischer Rundstreckenrennfahrer, Rallyefahrer und Besitzer von Van Merksteijn Motorsport. 2008 gewann er die LMP-2-Wertung beim 24-Stunden-Rennen von Le Mans und wurde in derselben Klasse hinter seinem Teamkollegen Vizemeister der Le-Mans-Series. In der Saison 2011 startete er in seinem Team, gemeinsam mit seinem Sohn Peter van Merksteijn jr. in je einem Citroën DS3 WRC bei einzelnen Läufen der Rallye-Weltmeisterschaft.

## Karriere

### Rallye
Zum Rallye-Sport kam van Merksteijn 1985. Dort nahm er bis 1996 an verschiedenen Veranstaltungen der niederländischen Rallye-Meisterschaft und europaweit an mehreren Rallyes teil. 1996 gab er den Rallye-Sport vorübergehend auf und wechselte zu Rundstreckenrennen. Als sein Sohn Peter van Merksteijn jr. 2007 begann, an einzelnen Läufen der Rallye-Weltmeisterschaft teilzunehmen, wechselte er in den Rallye-Sport zurück und nahm an denselben Veranstaltungen wie sein Sohn teil. Sein bisher größter Erfolg bei der Rallye-Weltmeisterschaft war der zwanzigste Gesamtrang bei der Rallye Norwegen 2009.
2009 startete er im X-Raid Team mit einem BMW X3 CC bei der Rallye Dakar. Dort schied er auf zwölfter Position liegend allerdings auf der fünften Etappe aus, weil sein Fahrzeug Feuer fing.

### Le Mans
2008 startete er zur Vorbereitung auf das 24-Stunden-Rennen von Le Mans bei vier von fünf Läufen dieser Meisterschaft. Dafür gründete Van Merksteijn Motorsport eigens ein LMP2-Team und startete mit einem Porsche RS Spyder, mit dem er die Teammeisterschaft gewann. Drei Läufe gewann er gemeinsam mit seinem Teamkollegen Jos Verstappen und einmal belegte er den zweiten Rang. Bei dem 1000-km-Rennen auf dem Nürburgring entschied sich Merksteijn für den Start in der gleichzeitig stattfinden Rallye Deutschland der Rallye-Weltmeisterschaft und wurde von Jeroen Bleekemolen ersetzt. Sein Team beendete diesen Lauf ebenfalls als Klassensieger. Daher belegte er hinter seinem Teamkollegen Verstappen den zweiten Platz der Fahrermeisterschaft der LMP2.
Im gleichen Jahr gewann Peter van Merksteijn mit Bleekemolen und Verstappen die LMP2-Wertung des 24-Stunden-Rennens von Le Mans mit zwei Runden Vorsprung auf das Essex-Team, das ebenfalls mit einem Porsche RS Spyder startete.

## Statistik

### WRC-Ergebnisse
| Jahr | Team                      | Fahrzeug             | 1      | 2      | 3   | 4       | 5       | 6       | 7       | 8   | 9   | 10     | 11  | 12      | 13  | 14  | 15  | 16     | Punkte | Rang |
| ---- | ------------------------- | -------------------- | ------ | ------ | --- | ------- | ------- | ------- | ------- | --- | --- | ------ | --- | ------- | --- | --- | --- | ------ | ------ | ---- |
| 2007 | Van Merksteijn Motorsport | Ford Focus RS WRC 06 | MON    | SWE    | NOR | MEX     | POR     | ARG     | ITA     | GRE | FIN | GER 40 | NZL | ESP 29  | FRA | JPN | IRL | GBR 43 | 0      | —    |
| 2008 | Van Merksteijn Motorsport | Ford Focus RS WRC 06 | MON    | SWE 23 | MEX | ARG     | JOR     | ITA DNF |         |     |     |        |     |         |     |     |     |        | 0      | —    |
| 2008 | Van Merksteijn Motorsport | Ford Focus RS WRC 07 |        |        |     |         |         |         | GRE     | TUR | FIN | GER 21 | NZL | ESP DNF | FRA | JPN | GBR |        | 0      | —    |
| 2009 | Van Merksteijn Motorsport | Ford Focus RS WRC 07 | IRL    | NOR 20 | CYP | POR DNF | ARG     | ITA     | GRE     | POL | FIN | AUS    | ESP | GBR     |     |     |     |        | 0      | —    |
| 2010 | Van Merksteijn Motorsport | Ford Focus RS WRC 08 | SWE 28 | MEX    | JOR | TUR     | NZL     | POR     | BUL     | FIN | GER | JPN    | FRA | ESP     | GBR |     |     |        | 0      | —    |
| 2011 | Van Merksteijn Motorsport | Citroën DS3 WRC      | SWE    | MEX    | POR | JOR     | ITA DNF | ARG     | GRE DNF | FIN | GER | AUS    | FRA | ESP     | GBR |     |     |        | 0      | —    |

### Le-Mans-Ergebnisse
| Jahr | Team                      | Fahrzeug               | Teamkollege        | Teamkollege    | Platzierung             | Ausfallgrund |
| ---- | ------------------------- | ---------------------- | ------------------ | -------------- | ----------------------- | ------------ |
| 2004 | Seikel Motorsport         | Porsche 996 GT3 RS     | Alex Caffi         | Gabrio Rosa    | Ausfall                 | Motorschaden |
| 2005 | Spyker Squadron b.v.      | Spyker C8 Spyder GT2-R | Tom Coronel        | Donny Crevels  | Ausfall                 | Motorschaden |
| 2008 | van Merksteijn Motorsport | Porsche RS Spyder Evo  | Jeroen Bleekemolen | Jos Verstappen | Rang 10 und Klassensieg |              |

### Sebring-Ergebnisse
| Jahr | Team            | Fahrzeug                | Teamkollege       | Teamkollege       | Platzierung | Ausfallgrund |
| ---- | --------------- | ----------------------- | ----------------- | ----------------- | ----------- | ------------ |
| 2005 | Spyker Squadron | Spyker C-8 Spyder GT2 R | Frans Munsterhuis | Marino Franchitti | Ausfall     | Defekt       |